# Сасениј Ној (Бузау)
Сасениј Ној (рум. Săsenii Noi) насеље је у Румунији у округу Бузау у општини Вернешти. Oпштина се налази на надморској висини од 159 m.

## Становништво
Према подацима из 2002. године у насељу је живело 353 становника, од којих су сви румунске националности.